# Baron Ferrers of Chartley
Baron Ferrers of Chartley ist ein aktuell ruhender erblicher britischer Adelstitel in der Peerage of England.

## Verleihung
Der Titel wurde am 6. Februar 1299 für John de Ferrers einen Sohn des 6. Earl of Derby begründet, als dieser per Writ of Summons ins Parlament berufen wurde. Da John de Ferrers, 2. Baron Ferrers of Chartley noch minderjährig war, als er starb, gilt er nach verschiedenen Angaben nicht als Titelträger, wodurch sich die Nummerierung der Titelträger verschiebt. 
Als Barony by writ ist der Titel auch in weiblicher Linie erblich und fiel wiederholt in Abeyance, zuletzt 1855 beim Tod des 17. Barons. Der Titel wurde seither nicht wieder erteilt, der Anspruch auf den Titel teilt sich seither auf die beiden Schwestern des letzten Barons bzw. deren Erben.
Am 26. Juli 1461 wurde der Ehemann der 8. Baroness durch Writ of Summons als Baron Ferrers of Chartley ins Parlament. Nach mancher Rechtsauffassung erfolgte dies nicht de iure uxoris, sondern stellte eine parallele Neuverleihung des Titels dar.

## Barone Ferrers of Chartley (1299)
- John de Ferrers, 1. Baron Ferrers of Chartley (1271–1312)
- John de Ferrers, 2. Baron Ferrers of Chartley († 1324)
- Robert de Ferrers, 3. Baron Ferrers of Chartley (1309–1350)
- John de Ferrers, 4. Baron Ferrers of Chartley (1331–1367)
- Robert Ferrers, 5. Baron Ferrers of Chartley (1357/59–1413)
- Edmund Ferrers, 6. Baron Ferrers of Chartley (um 1386–1435)
- William Ferrers, 7. Baron Ferrers of Chartley (1412–1450)
- Anne Ferrers, 8. Baroness Ferrers of Chartley (1438–1469), ⚭ Walter Devereux, Baron Ferrers of Chartley (um 1431–1485) (1461 zum Baron Ferrers of Chartley erhoben)
- John Devereux, 9./2. Baron Ferrers of Chartley (1463–1501)
- Walter Devereux, 1. Viscount Hereford, 10./3. Baron Ferrers of Chartley (1491–1558)
- Walter Devereux, 1. Earl of Essex, 2. Viscount Hereford, 11./4. Baron Ferrers of Chartley (1540–1576)
- Robert Devereux, 2. Earl of Essex, 3. Viscount Hereford, 12./5. Baron Ferrers of Chartley (1567–1601), Titel verwirkt 1601
- Robert Devereux, 3. Earl of Essex, 4. Viscount Hereford, 13./6. Baron Ferrers of Chartley (1591–1646), Titel wiederhergestellt 1604
- Abeyance 1646–1677
- Robert Shirley, 1. Earl Ferrers, 14./7. Baron Ferrers of Chartley (1650–1717)
- Elizabeth Compton, 15./8. Baroness Ferrers of Chartley (1694–1741)
- Abeyance 1741–1749
- Charlotte Townshend, 16./9. Baroness Ferrers of Chartley (um 1710–1770)
- George Townshend, 2. Marquess Townshend, 17./10. Baron Ferrers of Chartley (1755–1811)
- George Townshend, 3. Marquess Townshend, 18./11. Baron Ferrers of Chartley (1788–1855)
- Abeyance seit 1855